# Музика Молдови

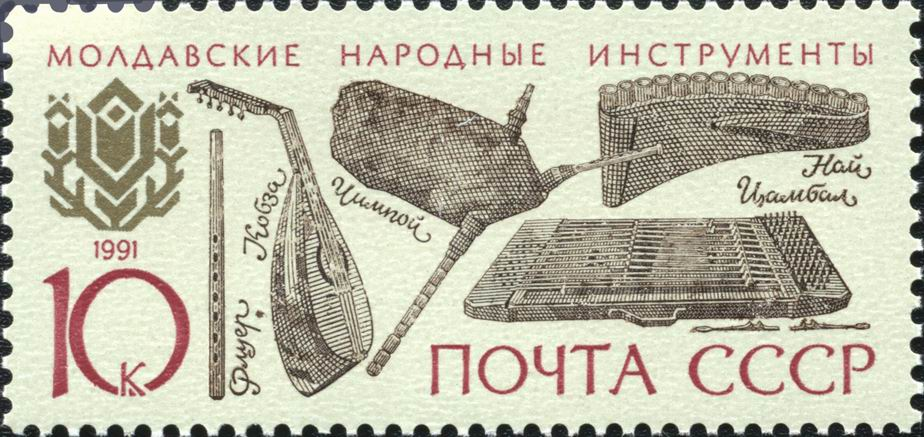
Радянська поштова марка із зображенням традиційних музичних інструментів Молдови

Молдовська музична культура сформувалася на основі самобутнього національного фольклору. Водночас, молдовська музика тісно пов'язана з музикою її сусіда та культурного родича — Румунії. Музичний фольклор Молдови, будучи переважно одноголосим (у районах, що межують з Україною, існує двоголосий спів), виявляє ладову різноманітність (здебільшого діатонічні лади). Молдовський фольк відзначається жвавими, складними ритмами (характерна риса багатьох східноєвропейських традицій), музичною імпровізацією, синкопою і досить мелодійною орнаментикою. Дуже важливою частиною молдовської народної культури є старовинна балада «Міоріца».  
Молдовські композитори розвивають усі жанри музичної творчості: у країні знаходять своїх шанувальників і поп, гіп-гоп, рок та інші сучасні жанри. До сучасних поп-зірок належать румунсько-молдовський гурт «O-Zone», чия пісня «Dragostea Din Tei» стала головним європейським хітом 2004 року, гітарист і автор пісень Володимир Погребнюк, заслужена діячка мистецтв Наталія Барбу та співачка Неллі Чобану. У 1970-х роках по всій Молдові прогриміла слава гурту «Флакай», перетворивши його рідне місто Кагул на важливий центр музики.

## Народна музика
Молдова славиться своїми ансамблями, оркестрами та іншими мистецькими колективами народної музики і танцю, серед яких особливо вирізняється ансамбль народного танцю Молдови «Жок», адже «жок» — це також свято, яке включає танці, а ще це частина міста, де відбуваються танці.
Найпоширеніший жанр народної музики — дойна. Народні пісні мають широкий жанровий діапазон: трудові, обрядові (найвідоміша — колінда), ліричні, епічні, революційні тощо. Народні танці (жок, молдовеняска, хора тощо) темпераментні, барвисті, ритмічно різноманітні. Поряд із носіями селянського фольклору відомі професійні виконавці народної музики — лаутари. Музичні інструменти: струнні — кобза, цимбали; язичкові — дримба (варган); духові — флуер (пор. укр. флояра) і кавал (мала й велика пастушачі сопілки), чимпой (волинка), бучум (трембіта) та ін. Здавна популярна скрипка. 
1949 року засновано Оркестр молдавської народної музики та танцю, який грає румунську, російську, українську, польську та німецьку музику.
Обробки молдовських народних пісень створювали багато українських композиторів, зокрема Л. Ревуцький, К. Данькевич, В. Гомоляка.

## Історія

### XIX століття
У XIX ст. з'явилися перші зразки композиторської творчості — діяльність Г. Музическу (Музиченко), К. Мікулі, Е. Кауделли, Ч. Порумбеску. В Кишиневі було створено музичне товариство «Гармонія» (1880), відділення Російського музичного товариства (1889), відкрито приватні музичні школи, музичне училище (1900). 

### Радянський період
В епоху СРСР влада показово сприяла розквіту молдовської народної культури. Проте з метою перешкодити можливій сецесії Молдавської РСР на підставі спільної історії Румунії та Молдови радянська влада намагалася затушувати цю спільність, змінюючи, окрім іншого, і чимало музичних моментів.  Радянська влада створила широку мережу музичних навчальних закладів, виконавські колективи, концертні й творчі організації — хорову капелу «Дойна» (1930), симфонічний оркестр (1935), філармонію і консерваторію (1940), Спілку композиторів Молдавської PCP (1940). Після Другої світової війни написано опери «Грозован» (1956) і «Аурелія» (1959) Д. Гершфельда. «Серце Домніки» (1960, 3-тя ред. — «Героїчна балада», 1970) О. Стирчі, «Гліра» Г. Няги (1974), «Дракон» (1976) Е. Лазарева, опера-казка «Коза з трьома козенятами» (1967) та радіоопера «Голуби в косу лінійку» (1974 ) 3. Ткач; з’явилися балети: «Світанок» (1960) та «Перехрестя» (1977) В. Загорського, «Зламаний меч» (1960) і «Антоній і Клеопатра» (1965) Е. Лазарева, «Андрієш» (1979) 3. Ткач. Симфонії створювали Л. Гуров, С. Лобель, В. Поляков, А. Люксембург, Г. Няга, П. Рівіліс, І. Маковей, Б. Дубоссарський; інструментальні концерти — Шт. Няга, С. Лобель, В. Поляков, А. Люксембург, 3. Ткач, Г. Няга, В. Біткін. Широко відома пісенна творчість і музика до кінофільмів Є. Доги. Серед виконавців: диригенти — народний артист СРСР Т. Гуртовий, Д. Гоя, А. Самоїле, А. Гершфельд; співаки — народні артисти СРСР Т. Альошина, М. Бієшу (виступала і в Україні), Л. Єрофеєва, Т. Чебан; артисти балету — народні артисти Молдавської PCP В. Пшенична, С. Мокану, І. Фурніка, П. Андрейченко, Т. Усач, М. Кафганат та ін.; керівники оркестрів народної музики — скрипалі народний артист СРСР С. Лункевич, заслужений артист МРСР В. Негруца. У Молдові діють Молдовський театр опери і балету (1957), філармонія, при якій — симфонічний оркестр, академічна хорова капела «Дойна», оркестр молдовських народних інструментів «Флуєраш» (1946). При Комітеті з телебачення і радіомовлення MPCP 1964 року було засновано естрадно-симфонічний оркестр, 1966 року — хор, 1966 — струнний квартет, 1968 — ансамбль народної музики «Фольклор». 
У Молдові працювали українські радянські диригенти К. Пігров і О. Климов, балетмейстер Г. Клоков.
Помітний слід у музичному житті Молдови залишила подружня пара митців Іона та Дойни Алдя-Теодорович, які дуже рано пішли з життя.

## Популярні сучасні музиканти
- «Elvi's Band»
- Аркадій Люксембург
- Олексій Дуганов
- «Альтерносфера»
- Ендрю Раєль
- Arsenium
- Дан Балан
- «Флакай»
- Патриція Копачинська
- Софія Ротару
- Наталія Барбу
- Неллі Чобану
- «Noroc»
- «Orizont»
- «O-Zone»
- Тамара Чобану
- «Zdob şi Zdub»
- Раду Сирбу
- «SunStroke Project»
- Міхай Чобану
- Павло Стратан
- Клеопатра Стратан
- Ніколає Сулак
- «Gândul Mâţei»
- «DoReDos»
- Infected Rain

## Фестивалі
Серед музичних фестивалів Молдови можна виділити «Лиця друзів», що проходить у місті Кагул із 1996 року, та «Густар», який проводиться в історико-археологічному комплексі Старий Орхей із 2010 року.